# (35487) 1998 FK16
1998 FK16 (asteroide 35487) é um asteroide da cintura principal. Possui uma excentricidade de 0.16551020 e uma inclinação de 12.84608º.
Este asteroide foi descoberto no dia 20 de março de 1998 por LINEAR em Socorro.